# Ганс-Людвіг Вітт
Ганс-Людвіг Вітт (нім. Hans-Ludwig Witt; 25 грудня 1909, Бауцен — 13 лютого 1980, Гамбург) — німецький офіцер-підводник, корветтен-капітан крігсмаріне. Кавалер Лицарського хреста Залізного хреста.

## Біографія
1 квітня 1929 року вступив на флот. Служив на навчальних кораблях, включаючи «Горх Фок» і «Шлагетер». В жовтні 1940 року переведений в підводний флот. З 8 липня по 30 листопада 1941 і з 1 по 31 грудня 1941 року — командир підводного човна U-161, з 14 травня 1942 по 8 липня 1943 року — командир U-129, на якому зробив 3 походи (провівши в морі в цілому 275 днів) в Західну Атлантику і в Карибське море. В 1943-44 роках служив в штабі командувача підводним флотом. 26 січня 1945 року призначений командиром нового «електричного» підводного човна U-3524, але участі у бойових діях вже не брав.
Всього за час бойових дій потопив 19 кораблів загальною водотоннажністю 100 773 тонни.
| Дата             | Назва корабля    | Тип               | Тоннаж | Вантаж | Екіпаж | Загинули | Країна             | Конвой |
| ---------------- | ---------------- | ----------------- | ------ | --- | ------ | -------- | ------------------ | ------ |
| 10 червня 1942   | L.A. Christensen | Торговий теплохід | 4,362  | Баласт | 31     | 0        | Норвегія           |        |
| 12 червня 1942   | Hardwicke Grange | Торговий пароплав | 9,005  | 700 тонн морожених вантажів | 78     | 3        | Британська імперія |        |
| 17 червня 1942   | Millinocket      | Торговий пароплав | 3,274  | 4300 тонн бокситової руди | 35     | 11       | США                |        |
| 27 червня 1942   | Tuxpam           | Паровий танкер    | 7,008  | Баласт | 39     | 8        | Мексика            |        |
| 27 червня 1942   | Las Choapas      | Паровий танкер    | 2,005  | 16 000 барелів сирої нафти | 32     | 4        | Мексика            |        |
| 1 липня 1942     | Cadmus           | Торговий пароплав | 1,855  | Банани | 22     | 2        | Норвегія           |        |
| 2 липня 1942     | Gundersen        | Торговий теплохід | 1,841  | 16 255 стебел банана | 26     | 1        | Норвегія           |        |
| 4 липня 1942     | Туапсе           | Тепловий танкер   | 6,320  | Баласт | 44     | 8        | СРСР               |        |
| 12 липня 1942    | Tachirá          | Торговий пароплав | 2,325  | 2100 тонн какао, діві-діві і кави | 38     | 5        | США                |        |
| 19 липня 1942    | Port Antonio     | Торговий пароплав | 1,266  | Кава | 24     | 13       | Норвегія           |        |
| 23 липня 1942    | Onondaga         | Торговий пароплав | 2,309  | Магнієва руда | 34     | 20       | США                |        |
| 16 жовтня 1942   | Trafalgar        | Торговий теплохід | 5,542  | 7900 тонн генеральних вантажів, включаючи 1100 тонн соняшникової олії, 2400 тонн вологосоленої шкіри, 2000 тонн солонини і 200 тонн квебрахо | 43     | 0        | Норвегія           |        |
| 23 жовтня 1942   | Reuben Tipton    | Торговий пароплав | 6,829  | 3000 тонн хромової руди, 2000 тонн гуми, 600 тонн кокосової олії і 3000 тонн генеральних вантажів                                            | 54     | 3        | США                |        |
| 30 жовтня 1942   | West Kebar       | Торговий пароплав | 5,620  | 5600 тонн марганцевої руди, 950 тонн пальмової олії, 940 тонн червоного дерева, 60 тонн гуми і 200 тонн генеральних вантажів                 | 57     | 3        | США                |        |
| 5 листопада 1942 | Meton            | Паровий танкер    | 7,027  | 66 000 барелів мазуту | 50     | 1        | США                | TAG-18 |
| 5 листопада 1942 | Astrell          | Тепловий танкер   | 7,595  | 10 500 тонн мазуту | 43     | 1        | Норвегія           | TAG-18 |
| 2 квітня 1943    | Melbourne Star   | Торговий теплохід | 12,806 | 8285 тонн державних товарів в генеральних вантажів, включаючи боєприпаси і торпеди                                                           | 117    | 113      | Британська імперія |        |
| 24 квітня 1943   | Santa Catalina   | Торговий пароплав | 6,507  | 6700 тонн вантажів (ленд-ліз), включаючи цистерни, сталь, шини, бензин, стрілецьку зброю і палубні вантажі                                   | 95     | 0        | США                |        |
| 4 травня 1943    | Panam            | Тепловий танкер   | 7,277  | Баласт | 51     | 2        | Панама             | NK-538 |

## Звання
- Кандидат в офіцери (1 квітня 1929)
- Морський кадет (10 жовтня 1929)
- Фенріх-цур-зее (1 січня 1931)
- Оберфенріх-цур-зее (1 квітня 1933)
- Лейтенант-цур-зее (1 жовтня 1933)
- Оберлейтенант-цур-зее (1 червня 1935)
- Капітан-лейтенант (1 липня 1938)
- Корветтен-капітан (1 лютого 1943)

## Нагороди
- Медаль «За вислугу років у Вермахті» 4-го класу (4 роки)
- Нагрудний знак підводника (23 серпня 1942)
- Залізний хрест 2-го і 1-го класу (23 серпня 1942) — отримав 2 нагороди одночасно.
- Лицарський хрест Залізного хреста (17 грудня 1942)
- Фронтова планка підводника в бронзі (7 жовтня 1944)